# Dirkie Chamberlain
Dirkie Chamberlain (3 de noviembre de 1986) es una jugadora de hockey sobre césped sudafricana. Deportista olímpica, jugó cuatro Copas del Mundo y tres Juegos de la Mancomunidad.

## Trayectoria
Chamberlain comenzó a jugar hockey cuando tenía 13 años. Compitió con la selección femenina de hockey sobre hierba de Sudáfrica en el torneo femenino de los Juegos Olímpicos de Londres 2012. También participó en los Juegos de la Mancomunidad de 2010, 2014 y 2018.
Chamberlain juega en el HGC. En el pasado, disputó varias ligas europeas con clubes como el Holcombe Hockey Club, Kampong (Hoofdklasse holandés), Canterbury HC (Investec English Premier League) y el  Gantoise HC (División de Honor de Bélgica).
Es abiertamente lesbiana.